# Наріманово (Чекмагушівський район)
Наріма́ново (рос. Нариманово, башк. Нариман) — присілок у складі Чекмагушівського району Башкортостану, Росія. Входить до складу Чекмагушівської сільської ради.
Населення — 315 осіб (2010; 346 у 2002).
Національний склад:
- татари — 83 %